# 日野就正
日野 就正（ひの なりまさ）は、江戸時代初期の武士。毛利氏家臣で長州藩士。知行は200石。父は日野政重。

## 生涯
慶長11年（1606年）、日野政重の子として生まれる。
寛永3年（1626年）12月13日、毛利秀就から「賀兵衛尉」の官途名を与えられた。寛永7年（1630年）11月30日に父・政重が死去すると家督を継ぎ、長門国美祢郡伊佐郷の内の200石の知行を相続した。
貞享5年（1688年）8月25日に死去。享年83。子の正尚（喜之介、勘兵衛、勘右衛門）が後を継いだ。